# Andri Kalàixnikov
Andri Kalàixnikov (ucraïnès: Андрій Миколайович Калашников)  (Kíiv, 20 de novembre de 1964) és un lluitador ucraïnès, ja retirat, especialista en lluita grecoromana, que va competir durant les dècades de 1980 i 1990.
El 1996 va prendre part en els Jocs Olímpics d'Estiu d'Atlanta, on guanyà la medalla de bronze en la prova del pes mosca del programa de lluita grecoromana. Quatre anys més tard, als Jocs de Sydney, fou quart en la prova del pes gall.
En el seu palmarès també destaca una medalla de bronze al Campionat del Món de lluita de 1994, així com quatre medalles al Campionat d'Europa de lluita, dues d'or, una de plata i una de bronze, entre les edicions de 1987 i 1998.
Una vegada retirat, el 2000, passà a entrenar la selecció ucraïnesa de lluita el 2001 i 2002.